# Fejér
Fejér é um condado (megye em húngaro) da Hungria. Sua capital é a cidade de Székesfehérvár.